# شصت و سومین مراسم جایزه گرمی
شصت و سومین مراسم جایزه گرمی در تاریخ ۳۱ ژانویهٔ ۲۰۲۱ در مرکز همایش‌های لس آنجلس واقع در لس‌آنجلس برگزار شد. برترین ضبط‌ها، ترانه‌و هنرمندان بر اساس آثار منتشر شده از ۱ سپتامبر ۲۰۱۹ تا ۳۱ اوت ۲۰۲۰ در این مراسم شرکت داده شدند. نامزدهای مراسم از طریق پخش مستقیم زنده در ۲۴ نوامبر سال ۲۰۲۰ مشخص شدند. . مجریان این مراسم در ۷ مارس ۲۰۲۱ اعلام شدند. ترور نوآ، کمدین اهل آفریقای جنوبی میزبان این مراسم بود.
بیانسه با نامزد شدن در ۹ بخش، بیشترین نامزدی را به خود اختصاص داد و پس از او، دوآ لیپا، رودی ریچ و تیلور سویفت با نامزدی در شش بخش قرار دارند. بیانسه بیشترین جوایز (چهار جایزه) را دریافت کرد و از الیسون کراوس به عنوان بیشترین دریافت‌کننده زن جایزه گرمی در تاریخ این مراسم پیشی گرفت. سوئیفت برای سومین بار برنده آلبوم سال شد و از این رو اولین زنی بود که سه بار موفق به کسب این جایزه شد. این مراسم در ابتدا قرار بود در ۳۱ ژانویه ۲۰۲۱ برگزار شود. با این حال، در ۵ ژانویه ۲۰۲۱، آکادمی ضبط به دلیل افزایش موارد دنیاگیری کووید–۱۹ در لس آنجلس و همچنین بهداشت و ایمنی، مراسم را به ۱۴ مارس ۲۰۲۱ موکول کرد.

## برندگان و نامزدی‌ها
برندگان در ابتدا قرار دارند و نامشان پررنگ نوشته شده‌است.

### حوزه عمومی
ضبط سال
- «هرچیزی که می‌خواستم» – بیلی آیلیش
- «رژه سیاه» – بیانسه
- «رنگ‌ها» – بلک پوماز
- «راک استار (ترانه دابیبی)» – دابیبی باحضور رودی ریچ
- «بگو پس (ترانه دوجا کت)» – دوجا کت
- «حالا شروع نکن» – دوآ لیپا
- «دایره‌ها (ترانه)» – پست مالون
- «وحشی» – مگان دی استالین باحضور بیانسه

آلبوم سال
- فولکلور – تیلور سوئیفت
- چیلومبو – ژنه آیکو
- بلک پوماز (نسخه لوکس) – بلک پوماز
- زندگی روزمره – کلدپلی
- Djesse Vol. 3 – جیکوب کولیر
- زنان در موسیقی پارت سوم – هایم
- نوستالژی آینده – دوآ لیپا
- خونریزی هالیوود – پست مالون

ترانه سال
- «نمی تونم نفس بکشم»
- «رژه سیاه»
- «جعبه»
- «ژاکت کش‌باف پشمی»
- «دایره‌ها»
- «حالا شروع نکن»
- «هرچیزی که می‌خواستم»
- «اگر دنیا پایان می‌یافت»

بهترین هنرمند جدید
- مگان دی استالین
- Ingrid Andress
- Phoebe Bridgers
- نوآ سایرس
- چیکا
- D Smoke
- دوجا کت
- Kaytranada

### پاپ
بهترین اجرای پاپ تک‌نفره
- «شیرینی هندوانه» – هری استایلز
- «لذیذ» – جاستین بیبر
- «بگو پس» – دوجا کت
- «هرچیزی که می‌خواستم» – بیلی آیلیش
- «حالا شروع نکن» – دوآ لیپا
- «ژاکت کش‌باف پشم» – تیلور سوئیفت

بهترین اجرای پاپ دونفره/گروهی
- «بر من ببار» – لیدی گاگا و آریانا گرانده
- «Un Dia (One Day)» – جی بالوین، دوآ لیپا، بد بانی و Tainy
- «مقاصد (ترانه)» – جاستین بیبر با حضور کوآوو
- «دینامیت» – بی‌تی‌اس
- «تبعید» – تیلور سوئیفت با حضور بون ایور

بهترین آلبوم آوازی پاپ سنتی
- American Standard – جیمز تیلور
- Blue Umbrella – (برت بکراک و Daniel Tashian)
- True Love: A Celebration of Cole Porter – هری کانیک جونیور
- Unfollow the Rules – روفس وین‌رایت
- Judy – رنی زلوگر

بهترین آلبوم آواز پاپ
- نوستالژی آینده – دوآ لیپا
- تغییرها – جاستین بیبر
- کروماتیکا – لیدی گاگا
- خط باریک – هری استایلز
- فولکلور – تیلور سوئیفت